# Monumenta Nipponica
Monumenta Nipponica ist eine japanologische wissenschaftliche Zeitschrift, die durch Peer-Review überprüfte Artikel und Buchrezensionen über Themen zur japanischen Gesellschaft, Kultur, Geschichte, Religion, Literatur, Kunst, Anthropologie und anderen Themen mit Bezug zur Japanologie und anderen Asienwissenschaften veröffentlicht. Ihre Beiträge sind hauptsächlich in englischer Sprache verfasst.
Sie ist mit der Sophia-Universität in Tokio verbunden. Bis 2007 erschien sie vierteljährlich, seit 2008 halbjährlich jeweils im Mai und November. Jede Ausgabe umfasst drei bis vier Hauptartikel zu Forschungsarbeiten der Artikelautoren sowie etwa zehn bis 15 Rezensionen aktueller japanbezogener Bücher.

## Geschichte
Monumenta Nipponica war eine der frühesten Zeitschriften in einer westlichen Sprache, die sich ausschließlich japanologischen Themen widmete. Sie wurde 1938 durch eine Gruppe hauptsächlich europäischer Gelehrter an der Sophia-Universität gegründet. Die ersten Bände zeigen eine deutliche Verbindung der Autoren mit den Jesuiten, da sich eine große Zahl der frühen Artikel mit den Beziehungen zwischen dem Japan des „christlichen“ Jahrhunderts (1550–1650) und der Katholischen Kirche befassen. Dieser augenscheinliche Bias beschränkte die Themen jedoch nicht nur auf diese Fragen, so dass auch Artikel zu Literatur, Kunst, Geschichte, Philosophie, Wissenschaft, Ethnologie, Linguistik, Musik und Politik erschienen.
Während das äußere Erscheinungsbild der Zeitschrift bis heute mehr oder weniger erhalten blieb, veränderte sich der Inhalt. Von den 1950er Jahren an ersetzte Englisch andere Sprachen (hauptsächlich Deutsch), eine Verschiebung der Themen weg von der früheren Schwerpunktsetzung auf die Beziehungen Japans zur katholischen Kirche fand statt, das Verhältnis verschob sich auch von Artikeln hin zu mehr Reviews.

## Rolle
Seit ihrer Gründung blieb Monumenta Nipponica eine der wichtigen Zeitschriften der Japanologie. Ihre Stärke liegt besonders in den Themengebieten Literatur, Geschichte und Religion. Die Buchrezensionen – oft von führenden Gelehrten des jeweiligen Gebietes – sind für Japanologen von Bedeutung, da sie es erlauben, die neuesten Entwicklungen auf dem Gebiet zu verfolgen.
Die Herausgeber geben zusätzlich zum englischen Text in den Fußnoten Kanji für japanische und chinesische Wörter und Bezeichnungen im Text sowie umfangreichen Zitate aus den Originaltexten an.
Zusätzlich enthält die Zeitschrift regelmäßig einen kurzen Abschnitt für Korrespondenz, der ein offenes Forum für die wissenschaftliche Debatte bietet. Eine gelegentliche Sektion „Brief Notes“ bietet Information von aktuellem Interesse, wie z. B. Statistiken. Anmerkungen zum Autor stehen in der Regel am Anfang jedes Artikels. Neben den anerkannten Experten bietet es auch Platz für Arbeiten neuer Wissenschaftler.
Ältere Ausgaben von Monumenta Nipponica sind bei JSTOR erhältlich, die neueren Ausgaben über die Onlinedatenbank Project MUSE.

## Herausgeber
- Band 1–6 (1938–1943) – J. B. Kraus (Gründer)
- Band 7–17 (1951–1962) – Wilhelm Schiffer
- Band 18 (1963) – Wilhelm Schiffer, Francis Mathy
- Band 19–23 (1964–1968) – Joseph Pittau
- Band 24–25 (1969–1970) – Edmund R. Skrzypczak
- Band 26–51 (1971–1996) – Michael Cooper
- Band 52 (1997) – Michael Cooper, Kate Wildman Nakai
- Band 52:2–65:1 (1997–2010) – Kate Wildman Nakai
- Band 65:2–67:2 (2010–2012) – Mark R. Mullins
- Band 68:1–69:2 (2013–2014) – Richard A. Gardner, Caroline Hirasawa
- Band 70:1–70:2 (2015) – Richard A. Gardner, Bettina Gramlich-Oka
- Band 71:1– (2016–present) – Bettina Gramlich-Oka, Sven Saaler